# ڻ
Ṇūn ‹ ڻ › est une lettre additionnelle de l’alphabet arabe qui est utilisé dans l’écriture de l’od et du sindhi. Elle est composée d’un nūn ‹ ن › diacrité d’un petit tāʾ suscrit au lieu du point suscrit. Elle n’est pas à confondre avec le ṭeh, qui a la même forme en position initiale ‹ ٹـ › et médiane ‹ ـٹـ ›.

## Utilisation
En sindhi écrit avec l’alphabet arabe, ‹ ڻ › représente une consonne nasale rétroflexe voisée [ɳ]. Elle est transcrite ṇa ‹ ण › avec la devanagari.